# Ізвору-Мунтелуй
Ізвору-Мунтелуй (рум. Izvoru Muntelui) — село у повіті Нямц в Румунії. Адміністративно підпорядковане місту Біказ.
Село розташоване на відстані 278 км на північ від Бухареста, 22 км на захід від П'ятра-Нямца, 117 км на захід від Ясс, 147 км на північ від Брашова.

## Населення
За даними перепису населення 2002 року у селі проживали 458 осіб, усі — румуни. Усі жителі села рідною мовою назвали румунську.